# Jean Meeus
Jean Meeus (12 december 1928) is een Belgisch astronoom. Hij wordt beschouwd als een grote autoriteit in hemelmechanica en wiskundige astronomie.
Meeus studeerde wiskunde aan de Katholieke Universiteit Leuven, waar hij in 1953 de graad van licentiaat in de wiskunde verkreeg. Tot aan zijn pensioen was hij als meteoroloog werkzaam bij de luchthaven van Brussel.
Meeus, die lid is van diverse sterrenkundige verenigingen, deed talrijke publicaties het licht zien over hemelmechanica en wiskundige astronomie. Daarin legt hij altijd de nadruk op juistheid, precisie en volledigheid. Dat blijkt ook uit ingezonden brieven in sterrenkundige tijdschriften zoals bv. het Amerikaanse blad Sky & Telescope, waarin hij wijst op fouten of onvolledigheden in verschenen artikelen. Hij heeft met zijn publicaties zijn specialismen voor een breed publiek toegankelijk gemaakt. Van zijn boek Astronomical Algorithms wordt wel gezegd dat het aan de basis heeft gestaan van meer sterrenkundige programmatuur dan welk ander boek ook.
Hij werkt regelmatig samen met Edwin Goffin, specialist op het gebied van de banen van planetoïden.
Als waardering voor zijn bijdrage aan de sterrenkunde heeft de IAU in 1981 de op 24 september 1935 door Eugène Delporte ontdekte planetoïde (2213) Meeus naar hem genoemd.
In 1986 kreeg Meeus de Amateur Achievement Award van de Astronomical Society of the Pacific.